# Aachener Turn- und Sportverein Alemannia 1900
L'Aachener Turn- und Sportverein Alemannia 1900 e.V., noto come Alemannia Aachen e in Italia come Alemannia Aquisgrana, è una società calcistica di Aquisgrana (ted. Aachen), città della Renania Settentrionale-Vestfalia, nella zona occidentale della Germania. Gioca le partite casalinghe allo Stadio Tivoli e milita in 3. Liga, la terza serie del calcio tedesco.
Veterana della seconda divisione tedesca, l'Alemannia ha ottenuto come miglior risultato della sua storia un secondo posto in Bundesliga. Ha disputato anche per tre volte la finale della Coppa di Germania, pur uscendone sempre sconfitto; grazie a questo risultato ha però partecipato in un'occasione alla Coppa UEFA.
I calciatori dell'Alemannia hanno il soprannome "dorifore della patata" (Kartoffelkäfer), a causa della divisa giallo-nera.

## Storia

### Dalla fondazione alla Seconda guerra mondiale
Il club fu fondato il 16 dicembre 1900 da un gruppo di diciotto studenti di scuola superiore. Sapendo che un'altra squadra aveva già assunto il nome 1. FC Aachen, decisero di dare al club il nome FC Alemannia, dall'antico nome latino della Germania. La Prima guerra mondiale devastò il club: il numero di soci passò da 200 nel periodo pre-bellico a 37 dopo il conflitto. All'inizio del 1919 l'Alemannia si fuse con l'Aachener Turnverein 1847 per diventare il TSV Alemannia Aachen 1900. L'interesse del club associato era rivolto principalmente alla ginnastica e l'unione ebbe perciò vita breve, con i due club che si separarono nuovamente nel 1924.
Data la posizione della città di Aquisgrana vicino al confine con il Belgio ed i Paesi Bassi l'Alemannia ebbe frequenti contatti con le società di quei paesi. La prima partita fu contro la squadra belga dell'R. Dolhain F.C., uno dei club più antichi del Belgio. La squadra giocò nel campionato del Rhineland-Westfalia e vinse il suo primo titolo nel 1907, prima di entrare nella neonata Westdeutsche Liga (Lega della Germania occidentale) nel 1909. Il club crebbe notevolmente con l'aumentare dell'interesse per il calcio. Si qualificò per la Rheingauliga nel 1921, costruì il suo stadio nel 1928 e guadagnò l'accesso alla Oberliga l'anno successivo.
All'inizio degli anni trenta la squadra ottenne un buon successo, arrivando tra le quattro squadre ammesse ai play-off del campionato della Westdeutsche. In seguito il calcio tedesco fu riorganizzato dal Terzo Reich in sedici Gauligen di prima divisione. L'Alemannia giocò per alcune stagioni nella Gauliga Mittelrhein alla fine degli anni trenta e all'inizio degli anni quaranta, quando militò nel club Reinhold Münzenberg. Dopo la vittoria del campionato di appartenenza nel 1938 avanzò alle finali nazionali malgrado la protesta dello SV Beuel 06. La polemica si concluse con l'assegnazione della vittoria del campionato al Beuel, anche se la protesta era venuta troppo tardi perché quest'ultimo club potesse essere ammesso ai play-off nazionali al posto dell'Aachen.
L'Alemannia è noto per essere stato uno dei pochi club in quest'epoca buia ad aver contrastato le epurazioni degli ebrei dalle organizzazioni sportive del paese attuate dal regime nazista, richiedendo la scarcerazione di un membro ebraico.

### Dopoguerra e ingresso in Bundesliga
Nel 1946, al termine della seconda guerra mondiale e del divieto delle forze alleate di formare associazioni di vario tipo in Germania, l'Alemannia si ricostituì e iniziò a giocare nel Rheinbezirk (seconda serie). Ritornò in prima serie nella Oberliga West l'anno seguente, ma andò incontro a problemi finanziari. Rimase una squadra di seconda divisione di metà classifica, costante ma non spettacolare.
Il primo successo dell'Aachen risale al 1953, quando raggiunse la finale della Coppa di Germania ma fu sconfitta per 2-1 dal Rot-Weiss Essen.
Dopo la formazione della Bundesliga, la nuova lega calcistica professionistica della Germania, nel 1963, l'Alemannia si trovò in una delle seconde divisioni, la Regionalliga West. Nel 1965 realizzò un'altra buona impresa nella Coppa di Germania, sebbene fu nuovamente sconfitta in finale, questa volta per 2-0 dal Borussia Dortmund.
Il club vinse il suo campionato nel 1967 e i play-off, partecipando così al massimo campionato. Già nel 1969 il club ottenne il miglior piazzamento della sua storia, un secondo posto dietro al Bayern Monaco campione. Tuttavia l'annata successiva si rivelò disastrosa: la squadra guadagnò soltanto un punto in trasferta e chiuse il campionato al 18º e ultimo posto. Ritornò a giocare nella Regionalliga West, e rimase al secondo livello anche dopo la nascita della Zweite Bundesliga fino al 1990, quando precipitò in prima divisione (la terza serie tedesca).

### La rinascita
Dopo alcune stagioni mediocri nella seconda metà degli anni novanta, l'allenatore Werner Fuchs rinnovò la squadra dell'Alemannia impiegando il modulo 4-4-2 senza il libero, creando una formazione capace di giocare un calcio offensivo fluido e piacevole. Nel 1999 la squadra disputò un'ottima stagione, specialmente nel girone di ritorno, mantenendo la testa della classifica fino a poche settimane dal termine del torneo. A quel punto, però, sul club si abbatté una tragedia, con l'inaspettata morte di Fuchs. Malgrado lo sconvolgimento della città, la squadra riuscì a tenere duro fino alla fine del campionato, dedicando la promozione all'allenatore scomparso.
I primi anni dopo il ritorno nella Zweite Bundesliga furono duri per l'Aachen, sia dal punto di vista finanziario sia da quello dei risultati sul campo. Il club lottò per alcune stagioni e la situazione si aggravò quando furono scoperte irregolarità finanziarie, facendo vedere come il club fosse sull'orlo del fallimento.
La svolta si ebbe con l'avvento di una nuova dirigenza, guidata dal nuovo presidente Horst Heinrichs e dall'allenatore Dieter Hecking e dal manager Jörg Schmadtke. Attraverso il miglioramento nell'amministrazione finanziaria, astute sottoscrizioni contrattuali di giocatori e tattiche di gioco intelligenti l'Aachen ritornò alla ribalta nella stagione 2003-2004. Raggiunse la finale della Coppa di Germania, eliminando Monaco 1860, Bayern Monaco e Borussia Mönchengladbach, prima di perdere per 3-2 contro il Werder Brema, neo-campione di Germania. Dato che il Werder Brema, in quanto vincitore della Bundesliga, si qualificò per i gironi di Champions League, l'Aachen fu ammesso alla Coppa UEFA 2004-2005. Dopo aver eliminato gli islandesi dell'FH con un risultato complessivo di 5-1 nel primo turno, passò alla fase a gironi. Nel girone H affrontò squadre molto forti, ma riuscì ad arrivare terza e superare il turno con 7 punti, frutto di 2 vittorie, un pareggio e una sconfitta. Nei sedicesimi affrontò l'AZ Alkmaar e fu eliminata con un risultato complessivo di 2-1 (0-0 in casa e sconfitta 2-1 nei Paesi Bassi). Il bilancio in Coppa UEFA è dunque di 8 partite giocate (3 vittoria, 3 pareggi e 2 sconfitte), con 11 gol fatti e 7 subiti. Le partite casalinghe furono disputate nel RheinEnergieStadion del Colonia perché lo stadio di Aquisgrana non rispettava le norme della UEFA.
Le partecipazioni alla Coppa di Germania e alla Coppa UEFA contribuirono a migliorare notevolmente la situazione finanziaria del club.

### La risalita in Bundesliga e la retrocessione
Il 16 aprile 2006 l'Alemannia Aachen è diventata la prima squadra della 2. Fußball-Bundesliga 2005-2006 ad essere promossa in Bundesliga, risalendo nella massima serie dopo un'assenza di 36 anni. Malgrado una buona prima parte di stagione, la squadra è poi retrocessa in serie cadetta con una giornata di anticipo, dopo essersi fatta rimontare due gol nel 2-2 casalingo contro il Wolfsburg.
Al termine della stagione sportiva 2011/2012, concludendo il campionato al penultimo posto in 2. Liga con 31 punti, la squadra retrocede in 3. Liga. Inutili i cambi di allenatore (sulla panchina dei gialloneri si sono succeduti, nel corso della stagione, Peter Hyballa, Friedhelm Funkel e Ralf Außem) e inutile ai fini della classifica la vittoria per 2-1 sul campo del Monaco 1860 ottenuta all'ultima giornata, disputatasi domenica 6 maggio 2012.
Nella stagione 2024/25 i gialloneri tornano nel professionismo grazie ad un dominio nel proprio girone ed ottengono la prima vittoria al ritorno nel professionismo dopo 13 anni grazie a Struijc sul Viktoria Cologna il 15 Settembre 2024.

## Strutture

### Stadio
L'Alemannia Aachen gioca nello Stadion Tivoli, che ha una capienza di 21 632 spettatori (3 632 posti a sedere). Uno degli stadi più conosciuti della Germania, fu costruito nel 1908 ed è stato più volte ristrutturato. Il club ha giocato le partite casalinghe della Coppa UEFA 2004-2005 nel Rhein Energie Stadion di Colonia per far fronte ai requisiti della UEFA per la competizione. In futuro si prevede la costruzione di un nuovo impianto.

## Allenatori
Lista degli allenatori degli ultimi 20 anni.
- Diethelm Ferner - 1987
- Peter Neururer - 1987-1989
- Rolf Grünther - 1989
- Mustafa Denizli - 1989-1990
- Eckhard Krautzun - 1990
- Norbert Wagner - 1990-1991
- Michael Schleiden - 1991
- Wilfried Hannes - 1991-1994
- Helmut Graf - 1994
- Gerd vom Bruch - 1994-1996
- Werner Fuchs - 1996-1999
- André Winkhold - 1999
- Eugen Hach - 1999-2001
- Jörg Berger - 2001-2004
- Dieter Hecking - 2004-2006
- Michael Frontzeck - 2006-2007
- Guido Buchwald - 2007
- Jörg Schmadtke - 2007
- Jürgen Seeberger - 2008-2010
- Peter Hyballa - 2010-2011
- Ralf Außem - 2011
- Friedhelm Funkel - 2011-2012
- Ralf Außem - 2012
- Peter Schubert - 2012
- René van Eck - 2012-2013

## Palmarès

### Competizioni nazionali
- Fußball-Regionalliga: 4

1963-1964 (Regionalliga Ovest), 1966-1967 (Regionalliga Ovest), 1998-1999 (Regionalliga Ovest), 2023-2024 (Regionalliga Ovest)

### Altri piazzamenti
- Campionato tedesco:

Secondo posto: 1968-1969
- Coppa di Germania:

Finalista: 1952-1953, 1964-1965, 2003-2004
Semifinalista: 1966-1967, 1969-1970
- Gauliga Mittelrhein:

Secondo posto: 1937-1938
- 2. Fußball-Bundesliga:

Secondo posto: 2005-2006